# H. Maurice Jacquet
Maurice Henri Louis Fernand Jacquet (* 18. März 1886 in Saint-Mandé; † 29. Juni 1954 in New York City) war ein französischer Komponist und Dirigent.
Jacquet begann seine musikalische Ausbildung unter Anleitung des Komponisten Francis Thomé. Auf Vermittlung von Emile Vessard wurde er am Pariser Konservatorium aufgenommen, wo er rasche Fortschritte machte. Sein Lehrer als Dirigent war Alexandre Luigini. Er war einige Zeit Chefdirigent des Théâtre de l'Odéon. Er hatte Erfolg mit Liedern wie Berceuse amoureuse, Renouveau, A une Amie und Chanson de l'Inconstant und fand mit der Aufführung seiner Oper Messaouda am Pariser Théâtre Moncey den Beifall der Musikkritiker. In den 1920er Jahren unternahm er mit seiner dritten Ehefrau, der Harfenistin Andrée Amalou-Jacquet, eine Amerikatournee, die ihn u. a. nach Kanada und Kuba führte. 1929–30 brachte er zwei Musicals am Broadway heraus und komponierte einige Filmmusiken für Hollywood. Für seine Frau schrieb er die Cantique à l'ancienne für Harfe.

## Werke
- Messaouda, komische Oper (Libretto: Davin de Champclos, komponiert mit André de Mauprey), 1908
- Sbarra, komische Oper (Libretto: Victor Canon et Saint-Aryan), 1908
- Romanitza, lyrisches Drama (Libretto: Maurice Magre), 1913
- Le Poilu, Operette, (Libretto: Pierre Veber), 1916
- La Petite Dactylo, Musical (Libretto: Maurice Hennequin und Georges Mitchell), 1916
- Son Altesse Papillon, Operette (Libretto: P. Celval und André Mauprey, komponiert mit André de Mauprey), 1920
- L'As de cœur ou Jim-Jim, Musical (Libretto: André Mauprey), 1925